# Lucas Panarotti
Lucas Alberto Panarotti (Quilmes, Provincia de Buenos Aires, 13 de abril de 1990) es un piloto argentino de automovilismo de velocidad. Iniciado en el ambiente del karting, compitió en diferentes categorías de automovilismo a nivel zonal y nacional, destacándose sus participaciones en la Fiat 600 Light, TC Rioplatense, Turismo 4000 Argentino y las divisiones de la Asociación Corredores de Turismo Carretera. Fue campeón en 2012 de la Fiat 600 Light y en 2017 de la divisional TC Pista Mouras, en esta última, compitiendo al comando de una unidad Dodge Cherokee.

## Biografía
Sus inicios tuvieron lugar en la disciplina del karting, donde con el apoyo de su tío Ariel, un expiloto de zonales, compitió durante 6 años entre 2001 y 2007. Sin embargo su debut en automovilismo se sucedió tres años después, cuando luego de sortear inconvenientes económicos ingresó en 2010 a la categoría Fiat 600 Light, donde debutó con un triunfo. Su carrera en esta categoría continuó hasta la temporada 2012, donde finalmente se terminó proclamando campeón.
En el año 2013 tuvo su primer contacto con la categoría TC Rioplatense, donde debutó al comando de un Chevrolet Chevy obteniendo la victoria en su presentación. En dicha categoría finalizó la temporada en la undécima colocación, lo que le permitió competir una temporada más. A su participación en el TC Rioplatense en la temporada 2014, se le sumó meses más tarde su debut en la categoría Turismo 4000 Argentino, donde al comando del mismo Chevy atendido por la dupla Roberto Barbera-Sergio Principe, debutó en la décima fecha del calendario. Su carrera continuó en esta categoría en los años 2015 y 2016 con la misma marca, logrando su primer triunfo el 10 de julio de 2016.
En el año 2016, Panarotti volvió a tener doble participación en la agenda nacional, cuando sobre finales de temporada se produjo su debut en la divisional TC Pista Mouras, donde se presentó al comando de una unidad Dodge Cherokee atendida por el equipo de Alejandro Garófalo en las dos últimas fechas del campeonato. A pesar de ello, no fue mucho lo que tuvo que esperar para alcanzar su mejor resultado, ya que en la temporada siguiente volvió a presentarse en esta divisional, aunque en esta oportunidad adquiriendo el Dodge y poniéndolo bajo la órbita de su propia estructura, el Pana Sport. De esta manera, en 2017 consiguió clasificar a las instancias finales del campeonato y gracias a las dos victorias obtenidas en el año, Panarotti finalmente consiguió proclamarse Campeón Argentino de TC Pista Mouras, logrando también el ascenso a la divisional TC Mouras para la temporada 2018.

## Trayectoria
| Año       | Categoría                                            | Modelo          |
| --------- | ---------------------------------------------------- | --------------- |
| 2001-2007 | Piloto de karts                                      | Karting         |
| 2010      | Debut en Fiat 600 Light                              | Fiat 600        |
| 2011      | Fiat 600 Light                                       | Fiat 600        |
| 2012      | Campeón de Fiat 600 Light                            | Fiat 600        |
| 2013      | Debut en TC Rioplatense                              | Chevrolet Chevy |
| 2014      | TC Rioplatense                                       | Chevrolet Chevy |
| 2014      | Debut en Turismo 4000 Argentino                      | Chevrolet Chevy |
| 2015      | Turismo 4000 Argentino                               | Chevrolet Chevy |
| 2016      | Turismo 4000 Argentino                               | Chevrolet Chevy |
| 2016      | Debut en TC Pista Mouras, 2 carreras                 | Dodge Cherokee  |
| 2017      | Campeón de TC Pista Mouras                           | Dodge Cherokee  |
| 2018      | Debut en TC Mouras                                   | Dodge Cherokee  |
| 2018      | Invitado a los 1000 km de Buenos Aires (Debut en TC) | Dodge Cherokee  |
| 2019      | TC Mouras                                            | Dodge Cherokee  |

- [8]

### Trayectoria en TC Pista Mouras
| Temporadas             | Temporadas     | Fechas | Fechas | Fechas | Fechas | Fechas | Fechas | Fechas | Fechas | Fechas | Fechas | Fechas | Fechas | Fechas | Fechas | Fechas | Posiciones finales |
| Equipos                | Automóvil      | Fechas | Fechas | Fechas | Fechas | Fechas | Fechas | Fechas | Fechas | Fechas | Fechas | Fechas | Fechas | Fechas | Fechas | Fechas | Posiciones finales |
| ---------------------- | -------------- | ------ | ------ | ------ | ------ | ------ | ------ | ------ | ------ | ------ | ------ | ------ | ------ | ------ | ------ | ------ | ------------------ |
| 2016                   | 2016           | 01     | 02     | 03     | 04     | 05     | 06     | 07     | 08     | 09     | 10     | 11     | 12     | 13     | 14     | 15     | 41.º (50 puntos)   |
| A. Garófalo Motorsport | Dodge Cherokee |        |        |        |        |        |        |        |        |        |        |        |        | 12     |        | 15     | 41.º (50 puntos)   |
| 2017                   | 2017           | 01     | 02     | 03     | 04     | 05     | 06     | 07     | 08     | 09     | 10     | 11     | 12     | 13     | 14     | 15     | 1º (666.00 puntos) |
| Panasport              | Dodge Cherokee | 24     | 4º     | 2º     | 2º     | 1º     | 2º     | 21     | 3º     | 6º     | 22     | 3º     | 3º     | 1º     | 4º     | 7º     | 1º (666.00 puntos) |

### Trayectoria en TC  Mouras
| Temporadas | Temporadas     | Fechas | Fechas | Fechas | Fechas | Fechas | Fechas | Fechas | Fechas | Fechas | Fechas | Fechas | Fechas | Fechas | Fechas | Fechas | Posiciones finales |
| Equipos    | Automóvil      | Fechas | Fechas | Fechas | Fechas | Fechas | Fechas | Fechas | Fechas | Fechas | Fechas | Fechas | Fechas | Fechas | Fechas | Fechas | Posiciones finales |
| ---------- | -------------- | ------ | ------ | ------ | ------ | ------ | ------ | ------ | ------ | ------ | ------ | ------ | ------ | ------ | ------ | ------ | ------------------ |
| 2018       | 2018           | 01     | 02     | 03     | 04     | 05     | 06     | 07     | 08     | 09     | 10     | 11     | 12     | 13     | 14     | 15     | En disputa         |
| Panasport  | Dodge Cherokee | 6º     | 7º     | 15     | 20     | 22     |        |        |        |        |        |        |        |        |        |        | En disputa         |

## Palmarés
| Título  | Categoría       | Modelo         | Año  |
| ------- | --------------- | -------------- | ---- |
| Campeón | Fiat 600 Light  | Fiat 600       | 2012 |
| Campeón | TC Pista Mouras | Dodge Cherokee | 2017 |